# Platynectes reticulosus
Platynectes reticulosus är en skalbaggsart som först beskrevs av Clark 1863.  Platynectes reticulosus ingår i släktet Platynectes och familjen dykare. Inga underarter finns listade i Catalogue of Life.